# Confissão da Guanabara
A Confissão de Fé da Guanabara foi o primeiro escrito protestante no Brasil e de todo o Continente Americano.

## História
A Confissão foi redigida para responder aos questionamentos de Nicolas Durand de Villegagnon, apelidado pelo pastor Pierre Richier, em 1561, de "Caim das Américas".
O documento foi redigido em cerca de doze horas numa prisão na ilha de Serigipe (atual Ilha de Villegagnon), por Jean du Bordel (ou Bourdel), com o auxílio de Matthieu Verneuil, Pierre Bourdon e André la Fon. Contém dezessete artigos, refletindo a doutrina calvinista. Após a sua finalização, os seus autores foram executados. Não está claro se Jacques Le Balleur teve envolvimento na redação da Confissão, já que a data exata de sua fuga não é conhecida.
A Confissão de fé da Guanabara foi redigida depois de 4 de janeiro e antes de 9 de fevereiro; a data exata costuma ser referida como sendo 17 de janeiro de 1558.
A sua história é relatada no capítulo "Tragédia na Guanabara", de autoria ainda não desvendada, mas supostamente escrito por Jean de Léry. Outras teses indicam o nome do pastor Pierre Richier e o do próprio Jean Crespin, editor de livros, como possíveis autores; a autoria de Léry é fundamentada, entre outros, por Frank Lestringant – e publicado no livro História dos Mártires, de Jean Crespin.
No dia 24 de março de 2007, foi inaugurado um monumento na Ilha de Villegagnon, para rememorar o acontecimento.

## Texto
O texto da confissão: